# NGC 1675
NGC 1675 è la designazione del New General Catalogue riferita a un oggetto oggi considerato inesistente, perduto o riferito a un gruppo di stelle nella costellazione del Toro.

## Scoperta
L'oggetto è stato descritto nel 1886 dall'astronomo tedesco Gerhard Lohse. Viene considerato identico a NGC 1674.